# 데뷔
데뷔(프랑스어: Debut, 문화어: 데뷰)는 사교계, 무대, 문단 등에 신인이 처음 등장하는 것을 말한다. 첫 무대, 첫 등장 등의 의미로 사용된다. 연예계와 스포츠계 등 대중의 주목을 받는 화려한 자리에 처음으로 나오는 것도 포함한다. 철도 차량 또는 자동차 등의 신형 모델이 도입·출시될 때에도 사용되기도 한다. 반대말은 은퇴이다. 프랑스어로 데뷰탄토(Débutante)는 처음 사교계에 나온 여자와 첫 무대를 밟은 여자 배우를 의미한다.